# Tanaostigmodes shrek
Tanaostigmodes shrek is een vliesvleugelig insect uit de familie Tanaostigmatidae. De wetenschappelijke naam is voor het eerst geldig gepubliceerd in 2005 door Hardwick, Harper, Houghton, La Salle, La Salle, Mullaney & La Salle.